# Франсіско Ройг
Франсіско Ройг (ісп. Francisco Roig; нар. 1 квітня 1968) — колишній іспанський тенісист.
Найвищу одиночну позицію світового рейтингу — 60 місце досяг 5 жовтня 1992, парну — 23 місце — 31 липня 1995 року.
Здобув 9 парних титулів.
Найвищим досягненням на турнірах Великого шолома був чвертьфінал в парному розряді.
Завершив кар'єру 2001 року.

## Фінали Туру ATP

### Парний розряд (9 перемог)
| Легенда                |
| Великий шлем (0)       |
| Tennis Masters Cup (0) |
| Серія Мастерс ATP (0)  |
| Серія турнірів ATP (1) |
| Тур ATP (8)            |

| Результат | Ранг | Дата     | Турнір                                          | Покриття | Партнер         | Суперники                        | Рахунок       |
| --------- | ---- | -------- | ----------------------------------------------- | -------- | --------------- | -------------------------------- | ------------- |
| Перемога  | 1.   | Сер 1991 | Кіцбюель, Австрія                               | Ґрунт    | Томас Карбонелл | Пабло Аррая Дмитро Поляков       | 6–7, 6–2, 6–4 |
| Перемога  | 2.   | Жов 1992 | Атенс, Греція                                   | Ґрунт    | Томас Карбонелл | Марсело Філіппіні Марк Куверманс | 6–3, 6–4      |
| Перемога  | 3.   | Лис 1992 | Сан-Паулу, Бразилія                             | Ґрунт    | Дієго Перес     | Крістер Аллгард Карл Лімбергер   | 6–2, 7–6      |
| Перемога  | 4.   | Сер 1994 | Відкритий чемпіонат Хорватії з тенісу, Хорватія | Ґрунт    | Дієго Перес     | Кароль Кучера Пол Векеса         | 6–2, 6–4      |
| Перемога  | 5.   | Бер 1995 | Касабланка, Марокко                             | Ґрунт    | Томас Карбонелл | Емануел Коуту Жоао Кунья е Сілва | 6–4, 6–1      |
| Перемога  | 6.   | Чер 1995 | Порту, Португалія                               | Ґрунт    | Томас Карбонелл | Хорді Арресе Алекс Корретха      | 6–3, 7–6      |
| Перемога  | 7.   | Лип 1995 | Stuttgart Outdoor, Німеччина                    | Ґрунт    | Томас Карбонелл | Елліс Феррейра Ян Сімерінк       | 3–6, 6–3, 6–4 |
| Перемога  | 8.   | Жов 1995 | Валенсія, Іспанія                               | Ґрунт    | Томас Карбонелл | Том Кемперс Джек Вейт            | 7–5, 6–3      |
| Перемога  | 9.   | Кві 1996 | Estoril Open, Португалія                        | Ґрунт    | Томас Карбонелл | Том Найссен Грег Ван Ембург      | 6–3, 6–2      |

## Top10 перемог
- У матчах проти суперників, що на той час перебували в першій десятці світового рейтингу, Ройг виграв один матч і програв 7.

| #    | Гравець               | Рейтинг | Турнір        | Покриття | Р-д  | Рахунок  |
| 1990 | 1990                  | 1990    | 1990          | 1990     | 1990 | 1990     |
| ---- | --------------------- | ------- | ------------- | -------- | ---- | -------- |
| 1.   | Еміліо Санчес Вікаріо | 8       | Афіни, Греція | Ґрунт    | 1р   | 6–2, 7–6 |